# Mistrzostwa Europy w Wioślarstwie 2017
77. Mistrzostwa Europy w Wioślarstwie odbyły się między 26 a 28 maja 2017 roku w czeskich Račicach. Mistrzostwa zostały zorganizowane przez Międzynarodową Federację Wioślarską.

## Medaliści

### Mężczyźni
| Konkurencja                              | Złoto | Srebro | Brąz | Wyniki |
| M1x (jedynka)                            | Ondřej Synek | Damir Martin | Stanisłau Szczarbaczenia | [ 1 ]  |
| LM1x (jedynka wagi lekkiej)              | Michael Schmid | Péter Galambos | Niels Van Zandweghe | [ 2 ]  |
| M2x (dwójka podwójna)                    | Włochy Filippo Mondelli Luca Rambaldi | Polska Mirosław Ziętarski Mateusz Biskup | Szwajcaria Barnabé Delarze Roman Röösli | [ 3 ]  |
| LM2x (dwójka podwójna wagi lekkiej)      | Francja Pierre Houin Jérémie Azou | Irlandia Gary O'Donovan Paul O'Donovan | Włochy Stefano Oppo Pietro Ruta | [ 4 ]  |
| M2- (dwójka bez sternika)                | Włochy Matteo Lodo Giuseppe Vicino | Francja Valentin Onfroy Théophile Onfroy | Serbia Nenad Beđik Miloš Vasić | [ 5 ]  |
| LM2- (dwójka bez sternika wagi lekkiej)  | Irlandia Mark O'Donovan Shane O'Driscoll | Rosja Nikita Bolozin Aleksei Kiiashko | Włochy Giuseppe Di Mare Alfonso Scalzone | [ 6 ]  |
| M4x (czwórka podwójna)                   | Litwa Dovydas Nemeravičius Martynas Džiaugys Rolandas Maščinskas Aurimas Adomavičius                                                                    | Polska Dominik Czaja Dariusz Radosz Wiktor Chabel Adam Wicenciak | Włochy Romano Battisti Andrea Panizza Giacomo Gentili Emanuele Fiume                                                                             | [ 7 ]  |
| M4- (czwórka bez sternika)               | Włochy Marco Di Costanzo Giovanni Abagnale Matteo Castaldo Domenico Montrone                                                                            | Rumunia Marius-Vasile Cozmiuc Cristian Ivascu Vlad-Dragos Aicoboae Ciprian Tudosa                                                                                    | Rosja Alexandr Stradaev Daniil Andrienko Semen Yaganov Grigorii Shchulepov                                                                       | [ 8 ]  |
| LM4- (czwórka bez sternika wagi lekkiej) | Rosja Maksim Telitcyn Aleksandr Bogdashin Alexander Czaukin Aleksey Vikulin                                                                             | Włochy Matteo Pinca Martino Goretti Pierro Sfiligoi Catello Amarante                                                                                                 | Czechy Jan Vetešník Milan Viktora Jiří Kopáč Jan Hajek                                                                                           | [ 9 ]  |
| M8+ (ósemka)                             | Niemcy Johannes Weißenfeld Hannes Ocik Torben Johannesen Jakob Schneider Malte Jakschik Richard Schimidt Felix Wimberger Maximilian Planer Martin Sauer | Polska Marcin Brzeziński Mateusz Wilangowski Mikołaj Burda Ryszard Ablewski Zbigniew Schodowski Michał Szpakowski Bartosz Modrzyński Robert Fuchs Daniel Trojanowski | Holandia Diederik van Engelenburg Boaz Meylink Kaj Hendriks Tone Wieten Roel Braas Ruben Knab Mechiel Versluis Robert Lücken Bjorn van den Eynde | [ 10 ] |

### Kobiety
| Konkurencja                         | Złoto | Srebro | Brąz | Wyniki |
| W1x (jedynka)                       | Victoria Thornley | Kaciaryna Karsten | Annekatrin Thiele | [ 11 ] |
| LW1x (jedynka wagi lekkiej)         | Emma Fredh | Denise Walsh | Patricia Merz | [ 12 ] |
| W2x (dwójka podwójna)               | Czechy Kristýna Fleissnerová Lenka Antošová | Holandia Lisa Scheenaard Marloes Oldenburg | Włochy Kiri Tontodonati Stefania Gobbi | [ 13 ] |
| LW2x (dwójka podwójna wagi lekkiej) | Polska Weronika Deresz Martyna Mikołajczak | Holandia Marieke Keijser Ilse Paulis | Wielka Brytania Katherine Copeland Emily Craig | [ 14 ] |
| W2- (dwójka bez sternika)           | Rumunia Mădălina Bereș Laura Oprea | Dania Hedvig Rasmussen Christina Johansen | Wielka Brytania Karen Bennett Holly Norton | [ 15 ] |
| W4x (czwórka podwójna)              | Niemcy Daniela Schultze Charlotte Reinhardt Frauke Hundeling Frieda Haemmerling                                                                             | Holandia Inge Janssen Sophie Souwer Olivia van Rooijen Nicole Beukers                                                                               | Wielka Brytania Bethany Bryan Mathilda Hodgkinks-Byrne Jess Leyden Holly Nixon                                                                                    | [ 16 ] |
| W4-* (czwórka bez sterniczki)       | Rumunia Cristina-Georgiana Popescu Alina Ligia Pop Beatrice-Madalina Parfenie Roxana Parascanu                                                              | Polska Monika Ciaciuch Joanna Dittmann Anna Wierzbowska Maria Wierzbowska                                                                           | Holandia Willeke Vossen Marleen Verburgh Annemarie Bernhard Lisanne Brandsma                                                                                      | [ 17 ] |
| W8+ (ósemka)                        | Rumunia Ioana Vrinceanu Viviana-Iuliana Bejinariu Mihaela Petrila Denisa Tilvescu Mădălina Bereș Iuliana Popa Adelina Cojocariu Laura Oprea Daniela Druncea | Holandia Veronique Meester Aletta Jorritsma Kirsten Wielaard Lies Rustenburg José van Veen Ymkje Clevering Karolien Florijn Monica Lanz Ae-ri Noort | Rosja Julija Kalinowska Valentina Plaksina Anna Aksenova Anna Karpova Elena Oriabinskaia Anastasia Tikhanova Ekaterina Potapova Alevtina Savkina Evgenii Terekhov | [ 18 ] |

*zawody pokazowe

## Klasyfikacja medalowa
| Miejsce | Państwo         | Złoto | Srebro | Brąz | Razem |
| ------- | --------------- | ----- | ------ | ---- | ----- |
| 1.      | Włochy          | 3     | 1      | 4    | 8     |
| 2.      | Rumunia         | 3     | 1      | 0    | 4     |
| 3.      | Czechy          | 2     | 0      | 1    | 3     |
| 3.      | Niemcy          | 2     | 0      | 1    | 3     |
| 5.      | Polska          | 1     | 4      | 0    | 5     |
| 6.      | Irlandia        | 1     | 2      | 0    | 3     |
| 7.      | Rosja           | 1     | 1      | 2    | 4     |
| 8.      | Francja         | 1     | 1      | 0    | 2     |
| 9.      | Wielka Brytania | 1     | 0      | 3    | 4     |
| 10.     | Szwajcaria      | 1     | 0      | 2    | 3     |
| 11.     | Litwa           | 1     | 0      | 0    | 1     |
| 11.     | Szwecja         | 1     | 0      | 0    | 1     |
| 13.     | Holandia        | 0     | 4      | 2    | 6     |
| 14.     | Białoruś        | 0     | 1      | 1    | 2     |
| 15.     | Chorwacja       | 0     | 1      | 0    | 1     |
| 15.     | Dania           | 0     | 1      | 0    | 1     |
| 15.     | Węgry           | 0     | 1      | 0    | 1     |
| 18.     | Belgia          | 0     | 0      | 1    | 1     |
| 18.     | Serbia          | 0     | 0      | 1    | 1     |